# Griffith Island, Nunavut
Griffith Island är en ö i Kanada.   Den ligger i territoriet Nunavut, i den norra delen av landet, 3 400 km norr om huvudstaden Ottawa. Arean är 189 kvadratkilometer.
Terrängen på Griffith Island är platt. Öns högsta punkt är 192 meter över havet. Den sträcker sig 17,0 kilometer i nord-sydlig riktning, och 17,9 kilometer i öst-västlig riktning.
Trakten runt Griffith Island består i huvudsak av gräsmarker. Trakten runt Griffith Island är nära nog obefolkad, med mindre än två invånare per kvadratkilometer.